# Lenka Dürr
Lenka Dürr (* 10. Dezember 1990 in Memmingen; jetzt Lenka Bitter) ist eine ehemalige deutsche Volleyballspielerin. Die Libera wurde mit der deutschen Nationalmannschaft zweimal Vize-Europameisterin. Auf Vereinsebene wurde sie DVV-Pokalsiegerin und viermal deutsche Meisterin und spielte in verschiedenen Europapokal-Wettbewerben. Außerhalb Deutschlands war sie bei Vereinen in Aserbaidschan und Polen aktiv. Zuletzt spielte sie zwischen 2019 und 2021 für den Dresdner SC.

## Karriere
Dürr begann ihre Karriere gemeinsam mit ihrer Schwester beim TV Kaufbeuren. Außerdem spielte sie in der Jugend für den SV Mauerstetten. 2005 wechselte sie zum damaligen Zweitligisten FTSV Straubing.
Ein Jahr später wurde die Libera vom Erstligisten Rote Raben Vilsbiburg verpflichtet. Mit dem Verein erreichte sie den sechsten Platz in der Bundesliga-Saison 2006/07. 2007 wurde sie mit der deutschen Jugend-Nationalmannschaft Europameisterin. In der Saison 2007/08 erreichte sie mit den Raben das Halbfinale im DVV-Pokal und wurde in der Bundesliga erstmals deutsche Meisterin. In der folgenden Saison gewann sie den DVV-Pokal 2008/09 im Finale gegen den Dresdner SC und wurde deutsche Vizemeisterin. Außerdem erreichte sie mit Vilsbiburg den dritten Platz im CEV-Pokal. Mit den deutschen Juniorinnen gewann sie 2009 die U20-Weltmeisterschaft in Mexicali. Bei der Europameisterschaft 2009 gab sie ihr Debüt in der A-Nationalmannschaft und kam mit dem Team auf den vierten Rang.

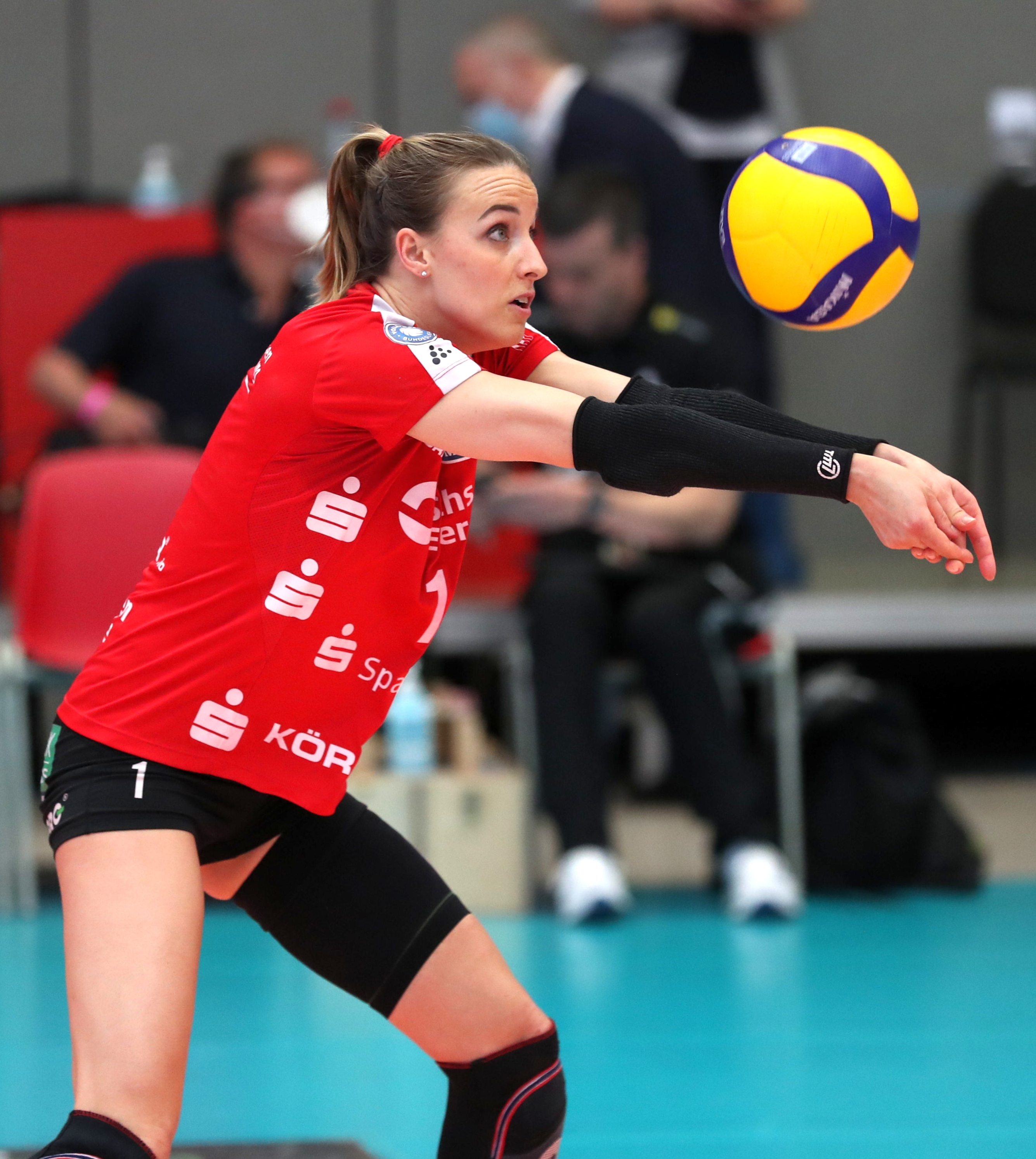
Lenka Dürr (2021)

Im DVV-Pokal 2009/10 schied Vilsbiburg als Titelverteidiger im Halbfinale aus. Im Challenge Cup kam die Mannschaft ins Achtelfinale. Anschließend gewann Dürr mit dem Verein ihre zweite deutsche Meisterschaft. Mit der Nationalmannschaft nahm sie an der Weltmeisterschaft in Japan teil, die mit dem siebten Platz endete. In der Saison 2010/11 erreichte sie mit den Roten Raben das Pokal-Viertelfinale, das Achtelfinale im CEV-Pokal sowie das Playoff-Halbfinale. Anschließend wurde sie mit Deutschland nach einer 2:3-Niederlage gegen Serbien Vize-Europameisterin.
In der Saison 2011/12 unterlag Vilsbiburg mit Dürr im DVV-Pokalfinale und im Playoff-Halbfinale jeweils dem Schweriner SC, während die Mannschaft im CEV-Pokal wieder im Achtelfinale ausschied. In der folgenden Saison endeten beide nationale Wettbewerbe für die Roten Raben im Halbfinale, im DVV-Pokal wieder gegen Schwerin und in der Bundesliga gegen Dresden. Außerdem gab es das dritte Achtelfinale in Folge im CEV-Pokal Dürr gewann mit der Nationalmannschaft die Volleyball-Europaliga 2013. Anschließend wurde sie bei der EM in Deutschland erneut Vize-Europameisterin.
Danach wechselte die Libera in die aserbaidschanische Superliga zu Igtisadchi Baku. 2014 gewann sie mit Deutschland das Turnier in Montreux und wurde dabei als beste Abwehrspielerin ausgezeichnet. Anschließend kam sie mit der DVV-Auswahl bei der Weltmeisterschaft in Italien nicht über den neunten Rang hinaus. Danach wechselte Dürr innerhalb der aserbaidschanischen Hauptstadt zu Azerrail Baku. Mit dem Verein kam sie in der Saison 2014/15 unter die besten zwölf Teams der Champions League. Bei den Europaspielen 2015 in Baku belegte sie mit dem DVV-Team den fünften Rang. Das gleiche Ergebnis gab es bei der Europameisterschaft 2015 nach dem Viertelfinal-Aus gegen die Türkei. In der folgenden Saison spielte Dürr in Polen bei Impel Wrocław. Mit dem Verein war sie ebenfalls in der Champions League aktiv, schied aber in der Vorrunde aus.
2016 kehrte Dürr zurück in die deutsche Bundesliga und spielte für den Schweriner SC. Mit dem Verein erreichte sie das Finale im DVV-Pokal 2016/17, das gegen Allianz MTV Stuttgart verloren ging. Im Playoff-Finale gegen denselben Gegner gewann die Libera ihre dritte deutsche Meisterschaft. In der Saison 2017/18 war sie in Rumänien bei CSM Târgoviște aktiv. Mit dem Verein kam sie ins Achtelfinale des Challenge Cups. In der Saison 2018/19 spielte sie vorübergehend wieder bei den Roten Raben Vilsbiburg in der Bundesliga.
Im Sommer 2019 erklärte Dürr ihren Rücktritt aus der Nationalmannschaft. Zur Saison 2019/20 wechselte sie zum Dresdner SC. Mit dem Verein gewann sie den DVV-Pokal 2019/20 im Finale gegen Stuttgart. Im Challenge Cup stand Dresden im Halbfinale, als die Saison wegen der COVID-19-Pandemie abgebrochen wurde, und in der kurz vor Ende der Hauptrunde abgebrochenen Bundesliga-Saison war die Mannschaft Vierter. In der Saison 2020/21 gewann sie mit dem Dresdner Verein die deutsche Meisterschaft. Nach dem Ende der Saison gab der Verein bekannt, dass Dürr den Verein verlässt.
Am 15. Mai 2021 gab sie über die sozialen Medien ihr Karriereende bekannt. In der Saison 2021/22 agierte sie als Co-Trainerin beim Bundesligisten Schwarz-Weiss Erfurt.

## Privates
Dürr ist mit dem Volleyball-Trainer Konstantin Bitter verheiratet.

## Soziales Engagement
Seit 2015 ist Dürr Botschafterin des Vereins Volleyball ohne Grenzen, der Kinder und Jugendliche in wirtschaftsschwachen Regionen unterstützt. Außerdem engagiert sie sich für ein SOS-Kinderdorf in Augsburg.